# 圓柱珊瑚
圓柱珊瑚（学名：Stylophora mordax）为鹿角珊瑚科柱珊瑚屬下的一个种。